# 宋静
宋静（1963年12月—），河南柘城人，汉族，中国共产党党员。中华人民共和国政治人物、第十三届全国人民代表大会河南省代表。

## 生平
2018年，宋静被选为河南省出席第十三届全国人民代表大会代表。